# Marquetalia
Marquetalia – miasto w Kolumbii, w departamencie Caldas.